# Jack Whitney
Jack Whitney (21 de fevereiro de 1905 — 2 de novembro de 1992) é um sonoplasta estadunidense. Venceu o Oscar de melhor mixagem de som na edição de 1942 por That Hamilton Woman! e o Oscar de melhores efeitos visuais pelo filme The Thief of Bagdad.